# Liroetiella
Liroetiella là một chi bọ cánh cứng trong họ Chrysomelidae.
Chi này được miêu tả khoa học năm 1989 bởi Kimoto.

## Các loài
Các loài trong chi này gồm:
- Liroetiella antennalis Kimoto, 1989
- Liroetiella antennata Mohamedsaid & Kimoto, 1993
- Liroetiella bicolor Kimoto, 1989
- Liroetiella englerae Medvedev, 1995
- Liroetiella granulicollis Kimoto, 1989
- Liroetiella minor Kimoto, 1989
- Liroetiella nigricollis Kimoto, 1989
- Liroetiella sallehnori Mohamedsaid, 1998
- Liroetiella tibialis Kimoto, 1989
- Liroetiella warisan Mohamedsaid, 1998